# Тајкун (ТВ серија)
Тајкун српска је трилер телевизијска серија чији је творац Ђорђе Милосављевић. Емитује се од 15. марта 2020. године на Суперстар ТВ.

## Радња
У центру приче је Владан Симоновић, у Србији омражен због богатства које је стекао током распада Југославије 90-их година прошлог века. Ако је раније из сенке могао да управља својом компанијом, а донекле и привредом целе земље, политичари на власти сада га по потреби стављају на својеврсни стуб срама, користећи га за јачање свог политичког ауторитета.
Истовремено, исти политичари сарађују са Симоновићевом конкуренцијом и планирају да себе или људе из свог најближег окружења претворе у нову класу њима беспоговорно лојалних тајкуна, са привидно чистом прошлошћу. Стога покушај атентата на Симоновића неће од њега начинити жртву у очима политичара и медија под њиховом контролом.
Тај напад само ће га учинити још више изолованим и рањивијим, па ће и истрагу о атентату морати да води сам. Он је прогоњен човек присиљен на драстичне мере ради очувања себе и своје компаније. Поред јавних и тајних непријатеља, он је сукобљен и са сином, али и остатком породице, коју на окупу у ствари одржава његово богатство.

## Улоге
| Глумац                | Улога                |
| --------------------- | -------------------- |
| Драган Бјелогрлић     | Владан Симоновић     |
| Теодора Драгићевић    | Мила                 |
| Нада Шаргин           | Тијана Тадин         |
| Дејан Аћимовић        | Коста Балабан        |
| Марко Грабеж          | Душан Тадин          |
| Вања Ненадић          | Сара                 |
| Бранислав Трифуновић  | Никола Божовић       |
| Мухамед Хаџовић       |                      |
| Ана Стефановић Билић  |                      |
| Мирко Влаховић        |                      |
| Милош Цветковић       |                      |
| Филип Радовановић     |                      |
| Милица Трифуновић     |                      |
| Данило Милић          |                      |
| Александар Ђинђић     |                      |
| Јелена Ђокић          | Рада Естрада         |
| Тихана Лазовић        | Ксенија Миленић      |
| Вук Јовановић         | Бојан Симоновић      |
| Марко Баћовић         | Балша Бакић          |
| Хана Селимовић        | Јована Несторовић    |
| Невен Бујић           | Петар                |
| Дубравка Ковјанић     | Лидија Божовић       |
| Иван Ђорђевић         | Зоро Витез за правду |
| Милош Петровић        | Цига                 |
| Раде Марковић         | Николин колега       |
| Миња Пековић          | Стефана              |
| Олга Одановић         | Лидијина мајка       |
| Првослав Заковски     | Лидијин отац         |
| Тони Михајловски      | Бора Керкез          |
| Анита Манчић          | Вера                 |
| Клара Цветковић       | Милена               |
| Даница Радуловић      | Јелена               |
| Светозар Цветковић    | Душан Мирчев         |
| Гордана Гаџић         | Невена               |
| Миодраг Кривокапић    | Стојан               |
| Воја Брајовић         | Небојша Илић         |
| Јово Максић           | Портир               |
| Феђа Стојановић       | судија Недић         |
| Ненад Ћирић           | Јовић                |
| Богдан Диклић         | Кашанин              |
| Владимир Милошевић    | млади Владан         |
| Ршум Суботић          | млади Бојан          |
| Радоје Чупић          | Жижић                |
| Владан Дујовић        | Кенда                |
| Бојан Жировић         | доктор Павић         |
| Јанко Поповић Воларић | Горан Дор            |
| Предраг Бјелац        | отмичар Остојић      |
| Драган Ђорђевић       | Владанов адвокат     |
| Александар Ђурица     | Мишић                |
| Миа Цветановић        | млада Невена         |
| Никола Глишић         | Лека                 |
| Младен Совиљ          | Гордан               |
| Вјера Мујовић         | Јованина колегиница  |
| Дамјан Кецојевић      | власник сплава       |
| Алекса Раичевић       | Мишо                 |
| Чарни Ђерић           | млади Стојан         |
| Рада Ђурић            | ТВ водитељка         |
| Драгана Шарић         | Марина               |

## Епизоде
| Сезона | Сезона | Епизоде | Епизоде | Оригинално емитовање | Оригинално емитовање |
| Сезона | Сезона | Епизоде | Епизоде | Премијера            | Финале               |
| ------ | ------ | ------- | ------- | -------------------- | -------------------- |
|        | 1.     | 10      | 10      | 15. март 2020.       | 17. мај 2020.        |
|        | 2.     | 10      | 10      | 2024.                | 2024.                |